# Van Hool A508
Le Van Hool A508 est un bus produit par la société belge Van Hool. L'A508 est un midibus à moteur central. C'est la version « courte » du Van Hool A500. Le midibus A508 n'est plus commercialisé.

## Modèles

### Phase I
- Van Hool AM500

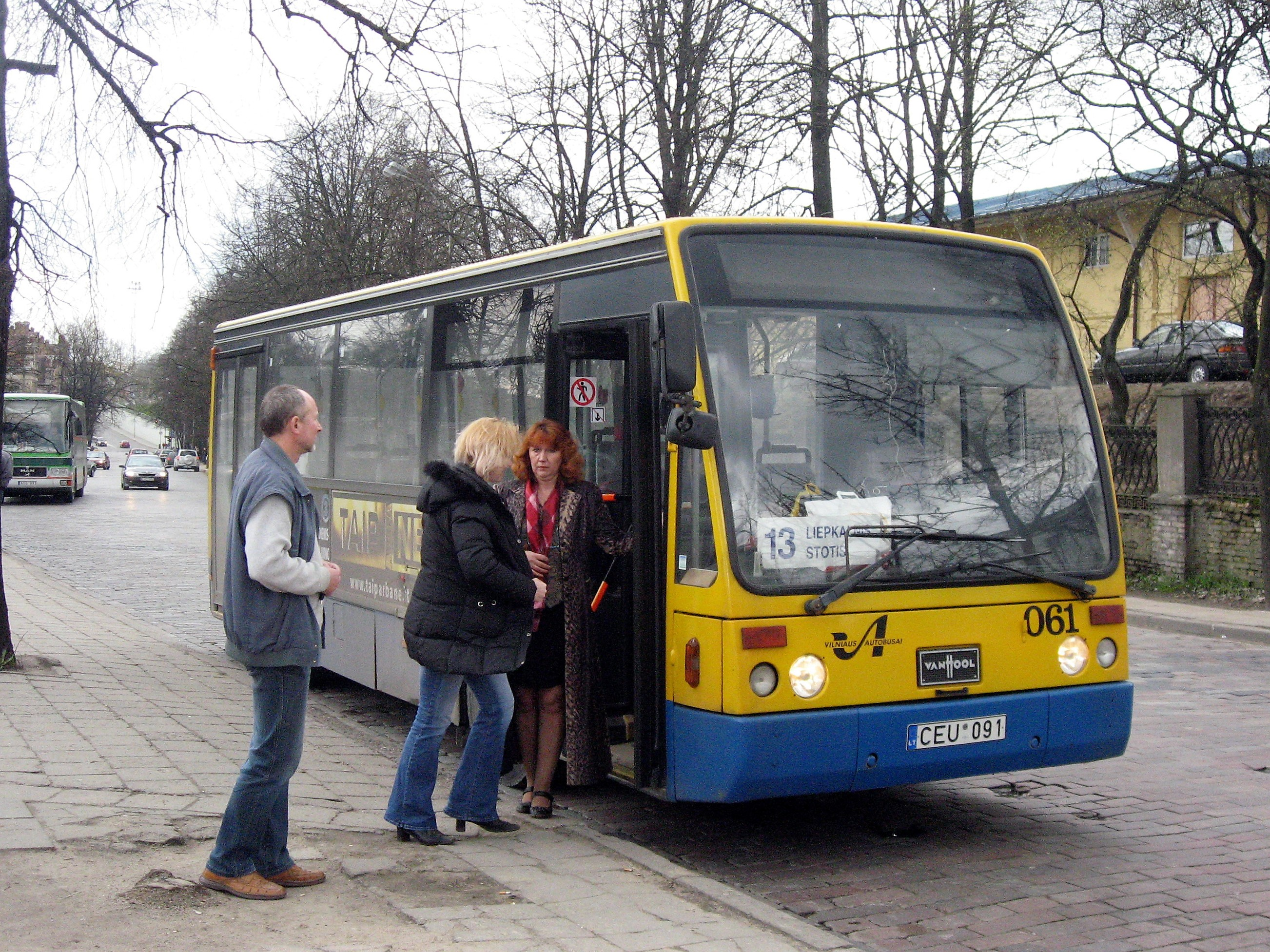
A508 phase I

La première version de L'A508 ; il a été produit de 1988 à 1990. Il a remplacé le Van Hool AU138. Il a la même face avant que l'A507. On peut le considérer comme le prototype de l'A508.
- Photos d'un AM500.
- Van Hool A508

La phase I avait des feux ronds. Il a été produit de 1990 à 1992.
La version la plus courante avait une porte à chaque extrémité ; certains, plus rares, avaient une porte avant et une porte médiane en avant du second essieu.[réf. nécessaire].

- Photos d'un A508 phase I.

### Phase II
- Van Hool A508

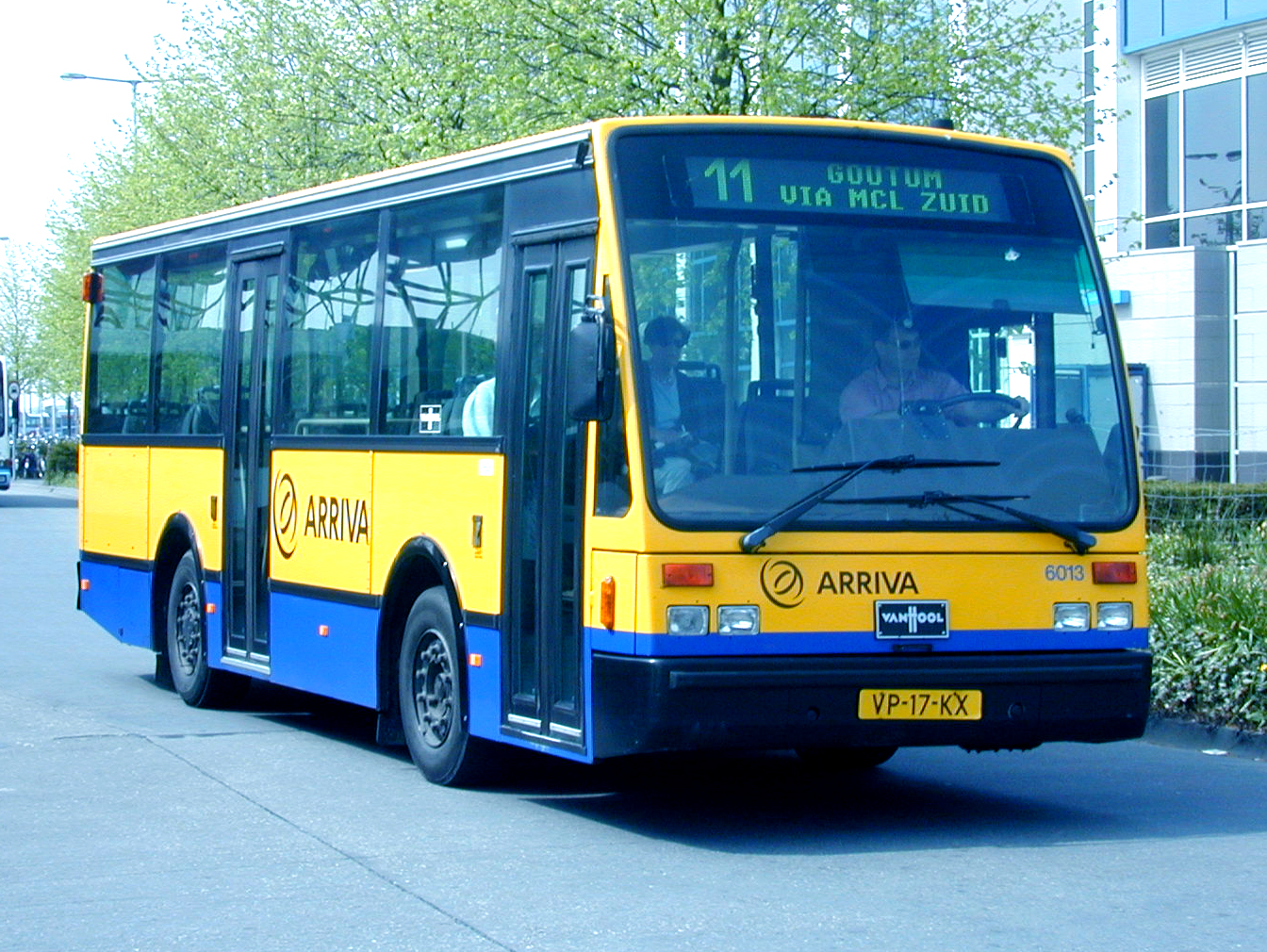
A508 phase II à porte médiane

La phase II avait des feux carrés. Il a été produit de 1992 à 1995, à la fois en version à porte médiane et en version classique où la porte arrière se trouve en porte-à-faux.

- Photos d'un A508 phase II.

## Van Hool A508/F
L'A508/F est une version modifiée qui reçoit une carrosserie proche de celle du Van Hool A308. Il a été produit de 1996 à 2001.
Le seul utilisateur de cette version modernisée fut l'opérateur public wallon TEC avec 33 exemplaires à moteur Cummins.

- Photo d'un A508/F.

## Caractéristiques

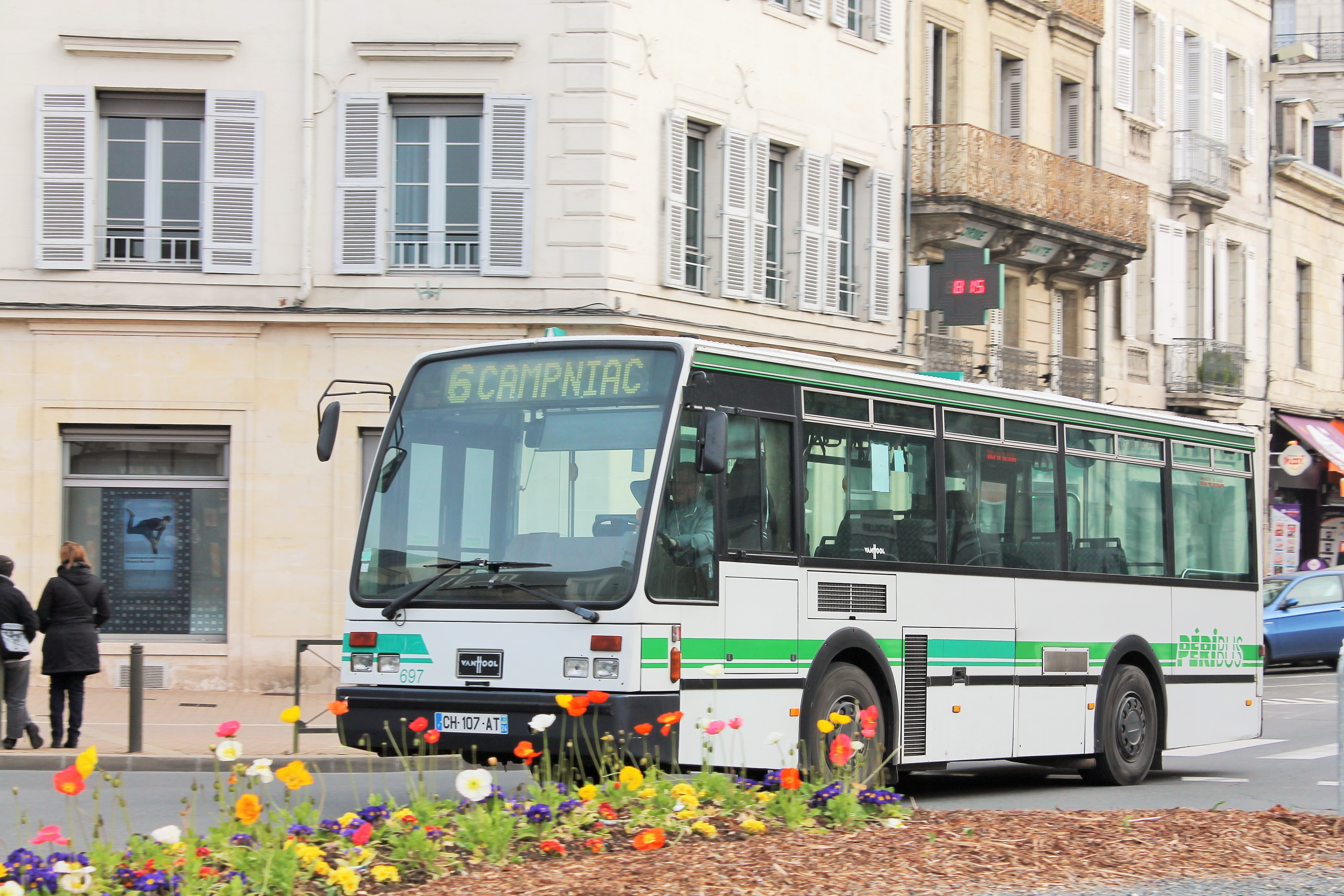
VanHool A508.JPG du réseau Péribus

Les portes sont situées dans les porte-à-faux avant et arrière. Le vitrage est disponible en deux versions : parties hautes basculantes ou vitres coulissantes.
- Norme anti-pollution : EURO 1
- Capacité : 18 places (+ 1) + 55 debout = 74
- CV Fiscaux : 18

## Exploitants

### Belgique
- Charleroi (TEC) : 6 exemplaires numérotés de 7110 à 7115[2] et rachetés à l'ASEAG en 2001. Ces autobus ont été déclassés entre 2006 et 2012. En 2017, le 7110, dernier à avoir été déclassé en 2012, sert dans l'enceinte du dépôt TEC de Jumet.

### Allemagne
- Aix-la-Chapelle (ASEAG) : au moins 6 exemplaires numérotés de 3 à 8[3].

### France
- Dijon (Divia), longtemps considéré comme la capitale des Van Hool en France : 1 exemplaire (immatriculation 2706 VD 21, numéro 4101, il a été mis en service le 16/09/1996). Il a été confié à l'association ASTRD.
- Cahors (Évidence).
- Paris (RATP) : le Montmartrobus. La Régie Autonome des Transports de Paris a acheté en 1983 huit exemplaires de ce modèle offrant une quarantaine de places et destiné à circuler à travers les rues escarpées de Montmartre sous le nom de Montmartrobus[4], après que deux prototypes de bus électriques aient sillonné la ligne durant quatre années, de 1997 à 2001[5], et que des Renault Master aménagés en autobus, ainsi que des CBM 220, y aient ensuite été exploités[4]. Depuis la restructuration du réseau de bus parisien de 2019, il est remplacé par la ligne 40, équipée de Gépébus Oréos 4X et 2X E et de Solaris Urbino 8.9 LE.

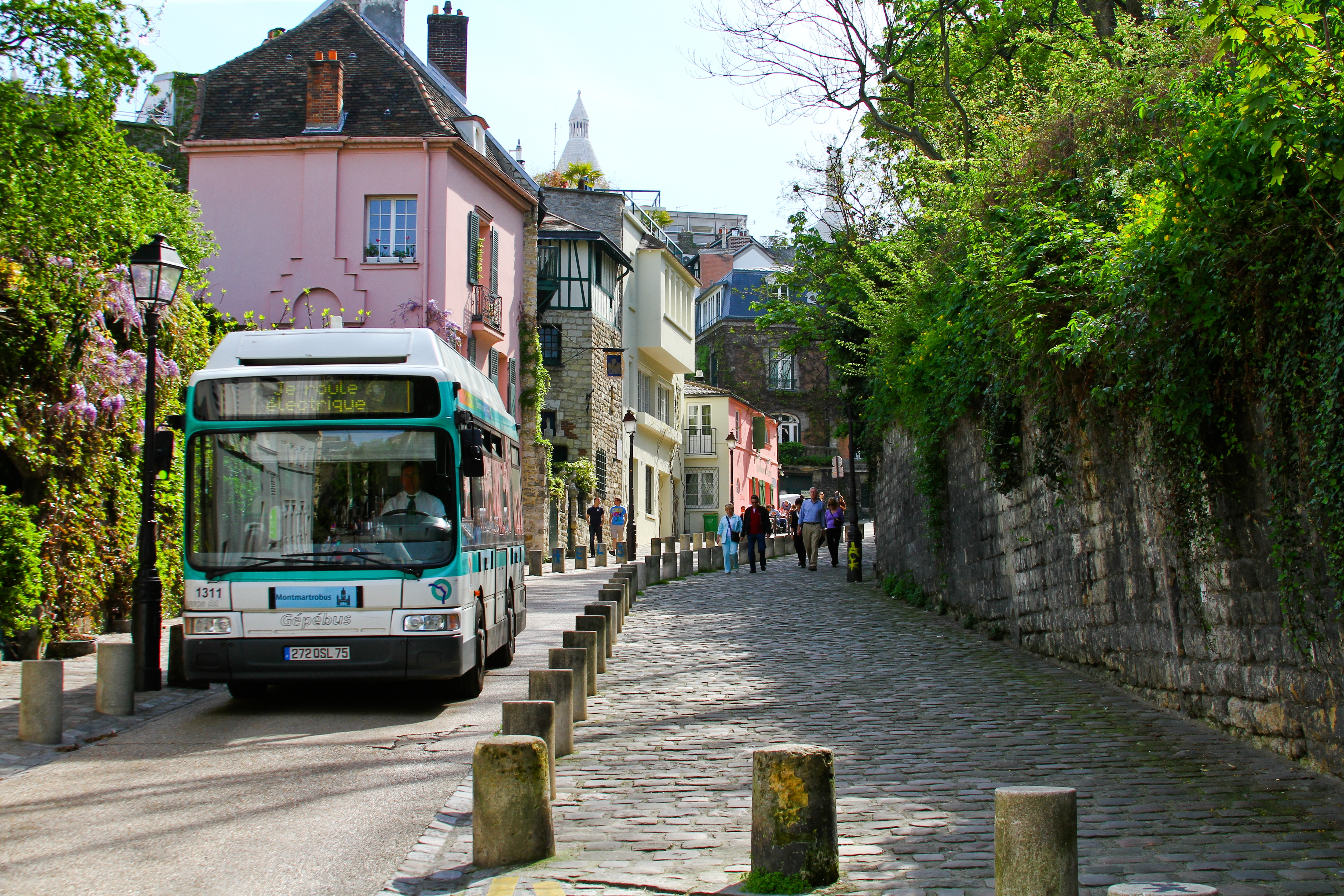
Un Montmartrobus rue de l'Abreuvoir.
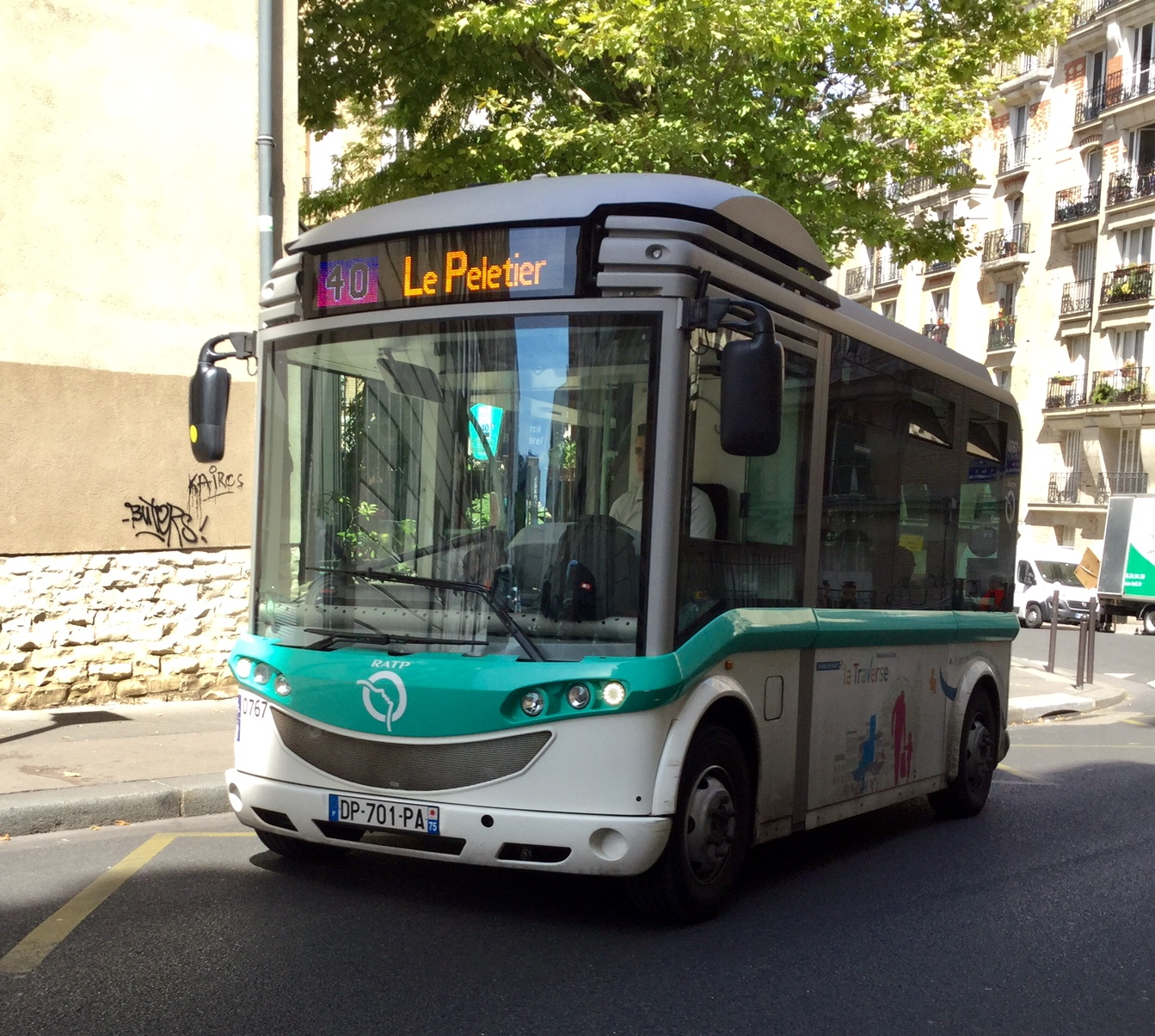
L'actuel bus 40 de la RATP, un Bolloré Bluebus.